# Chengdu Rongcheng Zuqiu Julebu
Il Chengdu Rongcheng Zuqiu Julebu (成都蓉城足球俱乐部S, Chéngdū Róngchéng Zúqiú JùlèbùP), a volte tradotto come Chengdu Rongcheng Football Club o più semplicemente Chengdu Rongcheng, è una squadra di calcio cinese con sede a Chengdu. La squadra gioca le sue partite al Chengdu Longquanyi Football Stadium e milita nella Super League cinese. La società è stata fondata nel 2018, con il nome di Chengdu Better City Football Club (成都兴城足球俱乐部S, Chéngdū Xìngchéng Zúqiú JùlèbùP).

## Denominazione
- Dal 2018 al 2020: Chengdu Better City Zuqiu Julebu (成都兴城足球俱乐部S; Chéngdū Xìngchéng Football Club)
- Dal 2021: Chengdu Rongcheng Zuqiu Julebu (成都蓉城足球俱乐部S; Chengdu Rongcheng Football Club)

## Organico

### Rosa 2025
Aggiornata al 20 gennaio 2025
| N. |                        | Ruolo | Calciatore                                      |
| -- | ---------------------- | ----- | ----------------------------------------------- |
| 1  | Cina (bandiera)        | P     | Zhang Yan                                       |
| 2  | Cina (bandiera)        | D     | Hu Yongfa                                       |
| 3  | Cina (bandiera)        | D     | Tang Xin                                        |
| 4  | Paesi Bassi (bandiera) | D     | Timo Letschert                                  |
| 5  | Cina (bandiera)        | D     | Hu Ruibao                                       |
| 6  | Cina (bandiera)        | C     | Feng Zhuoyi                                     |
| 8  | Cina (bandiera)        | C     | Liu Ruofan (in prestito dallo Shanghai Shenhua) |
| 9  | Cina (bandiera)        | A     | Elkeson                                         |
| 10 | Brasile (bandiera)     | C     | Rômulo                                          |
| 11 | Israele (bandiera)     | D     | Yahav Gurfinkel                                 |
| 12 | Cina (bandiera)        | C     | Li Zhi                                          |
| 13 | Cina (bandiera)        | D     | Han Xuan                                        |
| 14 | Cina (bandiera)        | C     | Han Guanghui                                    |
| 15 | Cina (bandiera)        | C     | Wu Guichao                                      |
| 16 | Cina (bandiera)        | P     | Zhang Yinuo                                     |

| N. |                    | Ruolo | Calciatore                                        |
| -- | ------------------ | ----- | ------------------------------------------------- |
| 17 | Cina (bandiera)    | D     | Gan Rui                                           |
| 18 | Brasile (bandiera) | C     | Andrigo                                           |
| 19 | Cina (bandiera)    | D     | Dong Yanfeng                                      |
| 20 | Cina (bandiera)    | D     | Tang Miao                                         |
| 21 | Brasile (bandiera) | A     | Felipe                                            |
| 22 | Cina (bandiera)    | C     | Lu Yang                                           |
| 23 | Cina (bandiera)    | C     | He Xin                                            |
| 24 | Cina (bandiera)    | P     | Xing Yu                                           |
| 25 | Cina (bandiera)    | A     | Min Junlin                                        |
| 26 | Cina (bandiera)    | C     | Liu Tao                                           |
| 27 | Cina (bandiera)    | D     | Liu Bin                                           |
| 29 | Cina (bandiera)    | D     | Li Jianbin                                        |
| 30 | Cina (bandiera)    | C     | Liu Chaoyang (in prestito dallo Shandong Taishan) |
| 31 | Cina (bandiera)    | D     | Yang Ting                                         |
| 36 | Cina (bandiera)    | D     | Gou Junchen                                       |

## Palmarès

### Altri piazzamenti
- China League Two:

Secondo posto: 2019
- Campionato cinese:

Terzo posto: 2024
- Coppa di Cina:

Semifinalista: 2024